# Just Dance 2022
Just Dance 2022 é um jogo eletrônico de dança de ritmo desenvolvido e publicado pela Ubisoft. Foi revelado em 12 de junho de 2021, durante a coletiva de imprensa Ubisoft Forward E3 como o décimo terceiro título principal da série Just Dance, e foi lançado em 4 de novembro de 2021 para Nintendo Switch, PlayStation 4, PlayStation 5, Xbox One, Xbox Series X/S e Stadia.

## Trilha Sonora
As seguintes músicas aparecem em Just Dance 2022:
| Músicas                          | Artistas                                                         | Ano  |
| -------------------------------- | ---------------------------------------------------------------- | ---- |
| "Baianá"                         | Bakermat                                                         | 2019 |
| "Believer"                       | Imagine Dragons                                                  | 2017 |
| "Black Mamba"                    | Aespa                                                            | 2020 |
| "Boombayah"                      | Blackpink                                                        | 2016 |
| "Boss Witch"                     | Skarlett Klaw (cover por Devmo) (ficou famoso por Doja Cat)      | 2020 |
| "Build a Bitch"                  | Bella Poarch                                                     | 2021 |
| "Buttons"                        | The Pussycat Dolls Ft. Snoop Dogg                                | 2006 |
| "Chacarron"                      | El Chombo                                                        | 2005 |
| "Chandelier"                     | Sia                                                              | 2014 |
| "China"                          | Anuel AA, Daddy Yankee, Karol G, Ozuna e J Balvin                | 2019 |
| "Don't Go Yet"                   | Camila Cabello                                                   | 2021 |
| "Flash Pose"                     | Pabllo Vittar Ft. Charli XCX                                     | 2019 |
| "Freed from Desire"              | Gala                                                             | 1996 |
| "Funk"                           | Meghan Trainor                                                   | 2020 |
| "Girl Like Me"                   | Black Eyed Peas & Shakira                                        | 2020 |
| "Good 4 U"                       | Olivia Rodrigo                                                   | 2021 |
| "Happier Than Ever"              | Billie Eilish                                                    | 2021 |
| "Human"                          | Sevdaliza                                                        | 2016 |
| "I'm Outta Love"                 | Anastacia                                                        | 2000 |
| "Jerusalema"                     | Master KG Ft. Nomcebo Zikode                                     | 2019 |
| "Jopping"                        | SuperM                                                           | 2019 |
| "Judas"                          | Lady Gaga                                                        | 2011 |
| "Last Friday Night (T.G.I.F.)"   | Katy Perry                                                       | 2011 |
| "Level Up"                       | Ciara                                                            | 2018 |
| "Levitating"                     | Dua Lipa                                                         | 2020 |
| "Love Story (Taylor's Version)"  | Taylor Swift                                                     | 2021 |
| "Mood"                           | 24kGoldn Ft. Iann Dior                                           | 2020 |
| "Mr. Blue Sky"                   | The Sunlight Shakers (Ficou famosa por Electric Light Orchestra) | 1978 |
| "My Way"                         | Domino Saints                                                    | 2021 |
| "Nails, Hair, Hips, Heels"       | Todrick Hall                                                     | 2019 |
| "Pop/Stars"                      | K/DA Ft. Madison Beer, (G)I-dle & Jaira Burns                    | 2018 |
| "Poster Girl"                    | Zara Larsson                                                     | 2021 |
| "Rock Your Body"                 | Justin Timberlake                                                | 2003 |
| "Run the World (Girls)"          | Beyoncé                                                          | 2011 |
| "Save Your Tears (Remix)"        | The Weeknd & Ariana Grande                                       | 2021 |
| "Smalltown Boy"                  | Bronski Beat                                                     | 1984 |
| "Stop Drop Roll"                 | Ayo & Teo                                                        | 2021 |
| "Sua Cara"                       | Major Lazer Ft. Anitta & Pabllo Vittar                           | 2017 |
| "Think About Things"             | Daði Freyr                                                       | 2020 |
| "You Can Dance"                  | Chilly Gonzales                                                  | 2010 |
| "You Make Me Feel (Mighty Real)" | Sylvester                                                        | 1978 |

1. ↑  Cover reformulado de "Boss Bitch" com letras diferentes, creditado como "Boss Witch (Ubisoft clean cover)"
2. ↑  Censurado no jogo como "Build a B****", áudio referente à edição de rádio "Build a Babe".
3. ↑  Não disponível na versão coreana
4. 1 2 3 4  Jogável apenas com conexão à internet
5. ↑  Apresenta a versão Just Dance da música e a edição original de rádio limpa no jogo;  com Hall aparecendo como treinador em ambas as rotinas
6. ↑  Ligação a League of Legends, apresentando personagens do jogo/membros da banda Kai'Sa, Ahri, Akali e Evelynn como treinadores principais.

### Modo Kids
As seguintes músicas aparecem no modo infantil do jogo, observe que as seguintes músicas foram apresentadas anteriormente no modo infantil dos jogos anteriores de apenas dança:
| Musica                   | Artista                                                              | Ano  |
| ------------------------ | -------------------------------------------------------------------- | ---- |
| "Dance of the Mirlitons" | The Just Dance Orchestra (ficou famoso por Pyotr Ilyich Tchaikovsky) | 1892 |
| "Fearless Pirate"        | Marine Band (ficou famoso por The Yetties)                           | 2003 |
| "Funky Robot"            | Dancing Bros. (ficou famoso por Tom Haines & Christopher Branch)     | 2006 |
| "Get on the Fire Truck"  | The Step Brigade (ficou famoso por Terry Devine-King)                | 2020 |
| "Jungle Dances"          | The Sunlight Shakers                                                 | 2019 |
| "Kitchen Kittens"        | Cooking Meow Meow                                                    | 2019 |
| "Monsters of Jazz"       | Groove Century (ficou famoso por Jacky Arthur & Harold Geller)       | 2015 |
| "My Friend the Dragon"   | The Just Dance Orchestra                                             | 2019 |

1. 1 2  Anteriormente apresentado em Just Dance 2021
2. 1 2  Anteriormente apresentado em Just Dance 2018
3. 1 2 3  Anteriormente apresentado em Just Dance 2020
4. ↑  Anteriormente apresentado em Just Dance 2019

### Just Dance Unlimited
Just Dance Unlimited continua a ser oferecido em 2022 para consoles e estádios de oitava e nona geração, apresentando uma biblioteca de streaming de músicas novas e existentes.
Músicas exclusivas para Just Dance Unlimited incluem:
| Musica                           | Artista                         | Ano  | Data de lançamento                                                                                    |
| -------------------------------- | ------------------------------- | ---- | --- |
| "Koi"                            | Gen Hoshino                     | 2016 | 4 de novembro de 2021 (Japão e França) 13 de janeiro de 2022 (em todo o mundo)                        |
| "Shoutout"                       | Lisa Pac                        | 2021 | 4 de novembro de 2021 (Alemanha) 13 de janeiro de 2022 (em todo o mundo)                              |
| "À la Folie"                     | Julien Granel & Léna Situations | 2021 | 4 de novembro de 2021 (França) 20 de janeiro de 2022 (em todo o mundo)                                |
| "Waterval"                       | K3                              | 2021 | 9 de dezembro de 2021 (região do Benelux) 27 de janeiro de 2022 (em todo o mundo)                     |
| "Princess"                       | Jam Hsiao                       | 2009 | 18 de novembro de 2021 (Sudeste Asiático, Hong Kong, Taiwan) 3 de fevereiro de 2022 (em todo o mundo) |
| "Positions"                      | Ariana Grande                   | 2020 | 17 de fevereiro de 2022 (lançamento inicial) 3 de março de 2022 (exclusivo JDU)                       |
| "Montero (Call Me by Your Name)" | Lil Nas X                       | 2021 | 17 de março de 2022                                                                                   |
| "Kiss Me More"                   | Doja Cat Ft. SZA                | 2021 | 24 de março de 2022                                                                                   |
| "Follow the White Rabbit"        | Madison Beer                    | 2021 | 31 de março de 2022                                                                                   |
| "Bad Habits"                     | Ed Sheeran                      | 2021 | 2 de junho de 2022 (lançamento inicial) 16 de junho de 2022 (exclusivo JDU)                           |
| "Daisy"                          | Ashnikko                        | 2020 | 30 de junho de 2022                                                                                   |
| "Malibu"                         | Kim Petras                      | 2020 | 7 de julho de 2022                                                                                    |
| "Break My Heart"                 | Dua Lipa                        | 2020 | 12 de julho de 2022                                                                                   |

1. 1 2 3 4 5  World Tour Event[7]
2. ↑  Também disponível como faixa exclusiva em japonês e francês na trilha sonora
3. ↑  Também disponível como faixa exclusiva em alemão na trilha sonora
4. ↑  Também disponível como faixa exclusiva em francês na trilha sonora
5. ↑  Também disponível como faixa exclusiva da região do Benelux na trilha sonora
6. ↑  Também disponível como faixa exclusiva do sudeste asiático, de Hong Kong e de Taiwan na trilha sonora
7. ↑  Também apareceu na versão chinesa de Just Dance 2020
8. ↑  Inicialmente gratuito para ser jogado até 3 de março de 2022, passando a ser exclusivo após essa data
9. 1 2 3 4  Temporada 1: Astral
10. 1 2 3  Originalmente concebido para estar na tracklist principal
11. ↑  Inicialmente gratuito para ser jogado até 16 de junho de 2022, passando a ser exclusivo após essa data
12. 1 2 3 4  Temporada 2: Surreal